# Silvia Tennenbaum
Pour les articles homonymes, voir Tennenbaum.
Silvia Tennenbaum, née le 10 mars 1928 à Francfort-sur-le-Main et morte le 27 juin 2016 à Haverford, est une écrivain allemande.

## Biographie
Elle est la fille d'Erich Pfeiffer-Belli et de Charlotte Stern. Elle a grandi dans un milieu bourgeois dans une famille juive dans sa ville natale de Francfort-sur-le-Main.
Après le divorce de ses parents sa mère épouse le chef d'orchestre Hans Wilhelm Steinberg. En 1936, sa famille émigre en Suisse et en 1938 dans le New Jersey aux États-Unis. Après la guerre, elle épouse un rabbin et ils auront trois fils. Elle a étudié l'histoire de l'art de l'université Columbia et a travaillé comme critique d'art. Son premier roman, La Femme du rabbin est publié en 1978.

## Œuvres
- La Femme du Rabbin (Rachel, die Frau des Rabbis), 1978.
- Les Rues d'hier (Straßen von gestern), 1981.